# Kunz von Thunfeld
Kunz (Konrad) von Thunfeld war ein Unterstützer des Predigers Hans Böhm und Hauptmann eines Bauernhaufens im Jahr 1476.

## Leben
Kunz von Thunfeld entstammte dem niederadligen Geschlecht der Thüngfeld. Er war dem Bischof von Würzburg lehnspflichtig. Im Jahr 1476 unterhielten er und sein Sohn Michael Verbindungen zum Prediger Hans Böhm. Dieser prangerte die Oberherrschaft der Adligen und der Kirche an und verkündete das Kommen eines Gottesreichs. Böhm erlangte bald große Popularität in den unteren Schichten. Als er zum bewaffneten Aufstand aufrief, ließ ihn der Bischof von Würzburg nach Würzburg entführen.
Daraufhin versammelten sich mehrere tausend Bauern am 13. Juli in Niklashausen und zogen unter Führung Kunz von Thunfelds und seines Sohnes vor das Würzburger Schloss. Dort erreichte Konrad von Hutten den Abzug eines Großteils der Bauern. Bewaffnete des Bischofs überfielen die Bauern auf dem Rückweg. Kunz von Thunfeld floh außerhalb des Landes. Auf Bitten seiner Verwandtschaft wurde er vom Bischof wieder aufgenommen, musste aber seinen Besitz dem Bistum überlassen.